# Tubu (lud)
Tubu – lud afrykański zamieszkujący południowo-wschodnią Saharę, głównie północ Czadu (góry Tibesti), a także południowy wschód Libii, północ Nigru oraz północno-zachodni Sudan. Populacja wynosi około 500 tys. osób. Dominującą religią jest islam odłamu sunnickiego. Wśród Tubu występuje podział na plemiona i klany. Zajmują się głównie pasterstwem, rolnictwem i handlem karawanowym, posługują się językiem tubu.
Ich nazwa pochodzi od gór Tibesti, gdzie żyje większość z nich. W języku tubu tibesti oznacza „skaliste góry”, a tebu „skalny lud”. Różnymi określeniami tej grupy ludności są: Tibu, Tibbu, Tebu, Tubu, Tebou, Todga, Todaga, Toda, Tuda, Tudaga lub Goran.

## Rozmieszczenie

Obszar zamieszkały przez lud Tubu. Barwą czerwoną zaznaczono grupę Tedega, a pomarańczową Dazaga.

Tubu zamieszkują obszar południowo-wschodniej Sahary, głównie góry Tibesti, Borku, północną część wyżyny Ennedi; oraz przyległe od południa ziemie środkowo-centralnego Sahelu po jezioro Czad. Obecnie tereny te znajdują się na pograniczu czterech państw – Czadu, Libii, Nigru i Sudanu.

### Tedega i Dazaga
Lud Tubu jest podzielony na dwie grupy – Tedega (zamieszkująca Saharę) oraz Dazaga (zamieszkująca Sahel). Obie wzajemnie uważają, że dzielą ze sobą wspólnych przodków i pochodzenie. Posługują się językiem tubu, należącym do grupy języków saharyjskich, który wyraźnie dzieli się na dwa dialekty: tedaga i dazaga. Pod względem wielkości populacji grupą większą jest Dazaga, liczy ona około 360 tys. osób; mniejszą zaś Tedega, ma ona około 50 tys. członków.

## Historia
Antyczna historia Tubu ze względu na znikome źródła jest słabo poznana. Jedną z nielicznych relacji z tego okresu według niektórych spekulacji (m.in. Jeana Chapelle’a) jest opis Etiopów, na których polują Garamanci, zawarty Dziejach grackiego historyka Herodota z V w. p.n.e.
W literaturze islamskiej najwcześniejszą wzmianką o Tube jest prawdopodobnie fragment tekstu pochodzący z VIII w. n.e. autorstwa Ibn Qutaiba. W IX w. al-Kuwarizmi wspominał o grupie Dazaga.

## Społeczeństwo

### Gospodarka

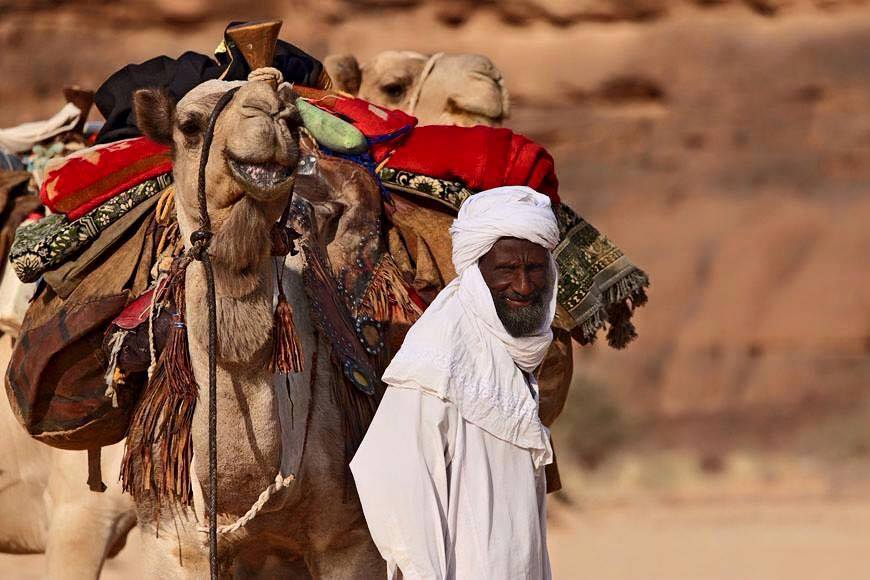
Podstawowym środkiem transportu Tubu są wielbłądy.

Tubu zajmują się głównie hodowlą zwierząt w tym dromaderów, kóz, bydła, osłów i owiec. Żywy inwentarz jest podstawą dobrobytu członków tej społeczności, przeznacza się go na handel oraz jako mahr i posag. Rolnictwo ze względu na niesprzyjające czynniki klimatyczne ma mniejsze znaczenie, przeważają uprawy palm daktylowych oraz roślin strączkowych prowadzone na oddalonych od siebie oazach.
Tubu posiadają kilka kopalni soli oraz sody krystalicznej. Sól jest przez nich powszechnie używana w życiu codziennym, m.in. do wytwarzania substancji leczniczych, środków konserwujących, podczas garbowania, wytwarzania mydła i tekstyliów.
Wskaźnik analfabetyzmu wśród Tubu jest bardzo wysoki.

### Rody i klany
Większość Tubu prowadzi koczowniczy tryb życia. Mniejszość spośród nich, która postanowiła się osiedlić, mieszka w lepiankach na planie prostokąta lub owalu z dachami pokrytymi liśćmi palmowymi.

Przynależność do rodu nabywa się po linii ojca wraz z urodzeniem. Najwyższą pozycję w rodzie zajmuje najstarszy mężczyzna. Ród przynależy do klanu.

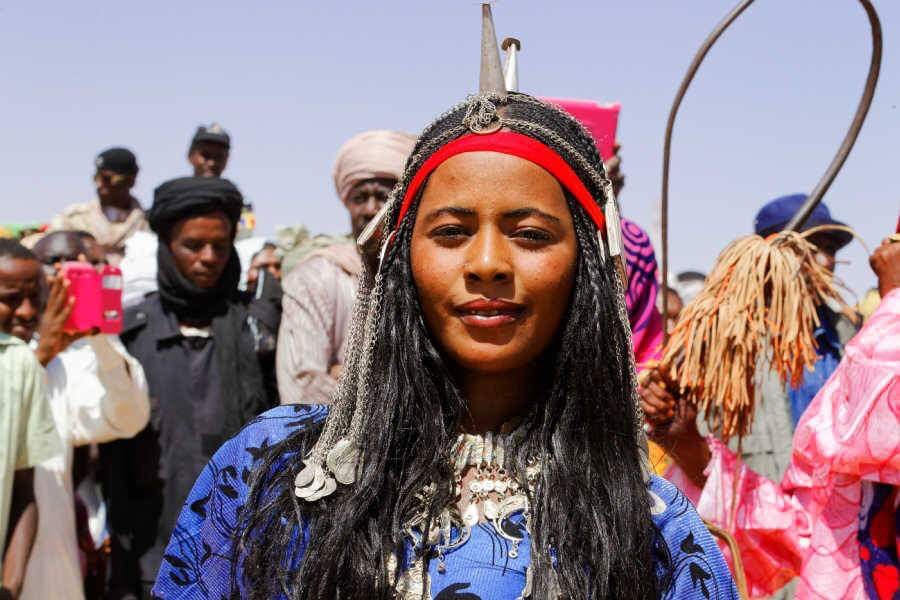
Kobieta z Tubu ubrana w tradycyjny strój ludowy.

 Według Jeana Chapelle’a, profesora historii specjalizującego się w ludach Czadu, system klanów powstał z konieczności wynikającej z prowadzenia koczowniczego trybu życia na dużym, słabo zaludnionym terenie. Dzięki przynależności do klanu można otrzymać pomoc i wsparcie w większości obozów i miejscowości. Utrzymywanie dobrych relacji z klanem, z którego pochodzi matka, sprzyja posiadaniu podobnych przywilejów jak w klanie ojca.
Zwyczaje i normy postępowania Tubu w większości wyprowadzone są z prawa islamskiego. Dopuszcza ono restytucje oraz prawo rewanżu; np. sprawa morderstwa jest rozstrzygana bezpośrednio pomiędzy rodami ofiary a sprawcy, kwestią honoru jest wówczas pomszczenie ofiary poprzez odebranie życia zabójcy.
W klanie Tomagra, będącego częścią grupy Tedega, zamieszkującej góry Tibesti, istnieje funkcja społeczna duchowego przywódcy nazywanego derde. Jest on jednocześnie najwyższym sędzią klanu.

### Małżeństwo
Małżeństwo pomiędzy kuzynostwem pierwszego stopnia, inaczej niż u wielu innych muzułmańskich ludów w Afryce, jest zakazane. Mężczyzna może poślubić wiele kobiet według zasad prawa islamskiego, jednakże współcześnie występowanie zjawiska poligamii jest umiarkowane.